# Himan Morimoto
Himan Morimoto (japanisch 森本 ヒマン Morimoto Himan; * 1. Mai 1997 in der Präfektur Tochigi) ist ein japanischer Fußballspieler.

## Karriere
Himan Morimoto erlernte das Fußballspielen in den Schulmannschaften der Shimotsuke Municipal Minamikawachi Daini Jr High School und der Yaita Chuo High School sowie in der Universitätsmannschaft der Komazawa-Universität. Seinen ersten Vertrag unterschrieb er am 1. Februar 2021 beim FC Tiamo Hirakata. Der Verein aus Hirakata, einer Stadt in der Präfektur Osaka, spielte in der vierten Liga, der Japan Football League. Von 2021 bis 2022 absolvierte er 48 Ligaspiele und schoss dabei 18 Tore. Zu Beginn der Saison 2023 wechselte er auf Leihbasis zum Drittligisten Kamatamare Sanuki. Für den Verein aus Takamatsu bestritt er 21 Drittligaspiele. Nach der Ausleihe kehrte er im Januar 2024 zu Tiamo zurück. Im Juli 2024 wurde er an den Viertligisten Reilac Shiga verliehen.